# Alchemilla strigosula
Alchemilla strigosula é uma espécie de rosácea do gênero Alchemilla, pertencente à família Rosaceae.